# Приозёрная (Брестская область)
Приозёрная (бел. Прыазёрная) — деревня в Барановичском районе Брестской области Беларуси. Входит в состав Новомышского сельсовета. Население — 225 человек (2019).

## География
К северо-востоку от деревни протекает река Мышанка.

## История
Деревня известна с XVI века под названием Балабановичи. С 1793 года в составе Российской Империи. В 1869 году открыта школа грамоты. В начале XX века в Новомышской волости Новогрудского уезда Минской губернии. С 1921 года составе межвоенной Польши, в гмине Новая Мышь Барановичского повета Новогрудского воеводства.
С 1939 года в составе БССР. С 15 января 1940 года в Новомышском районе Барановичской, с 8 января 1954 года Брестской областей, с 8 апреля 1957 года в Барановичском районе. С 12 октября 1940 года до 17 ноября 1959 года — центр Балабановичского сельсовета. С 17 ноября 1959 года до 22 марта 1962 года — в Полонковском сельсовете.
С конца июня 1941 до 8 июля 1944 года была оккупирована немецко-фашистскими захватчиками.
В 1969 году переименована в Приозёрную.
В 2012 году часть территории деревни Приозёрная включена в состав города Барановичи.

## Население
| Численность населения (по переписи) | Численность населения (по переписи) | Численность населения (по переписи) | Численность населения (по переписи) | Численность населения (по переписи) |
| 1921                                | 1939                                | 1999                                | 2009                                | 2019                                |
| ----------------------------------- | ----------------------------------- | ----------------------------------- | ----------------------------------- | ----------------------------------- |
| 327                                 | ↗564                                | ↘394                                | ↘258                                | ↘225                                |

## Достопримечательности
- Братская могила советских воинов. В центре деревни. Похоронены 17 советских воина и майор Турканов В.И., погибшие в июле 1944 года в боях с немецко-фашистскими захватчиками. В 1964 году на могиле установлен памятник — скульптура воина с автоматом[6].